# Lola B2K/40

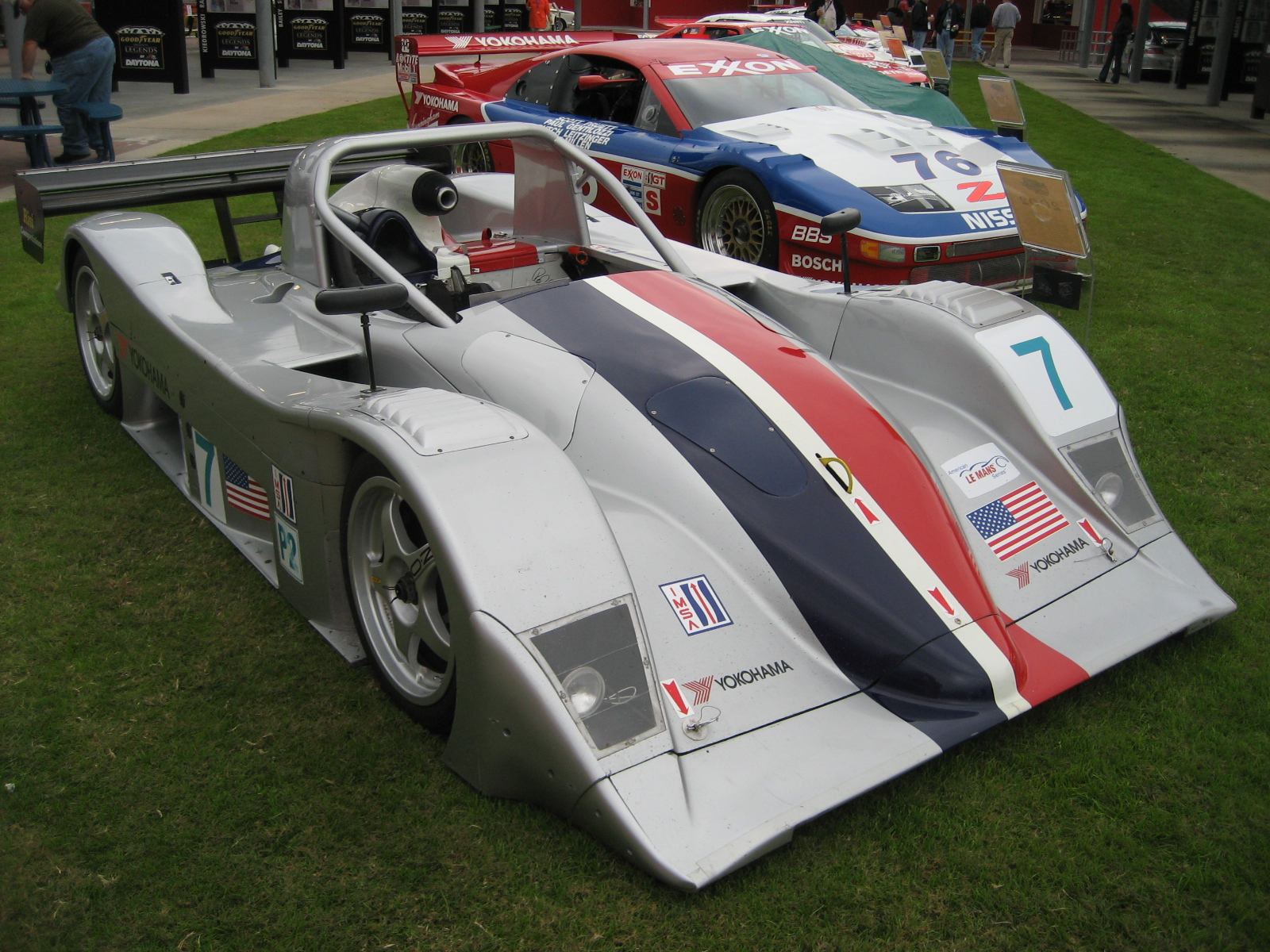
En B2K/40, tidigare använd av Rand Racing.

Lola B2K/40 var en Le Mans-prototyp som utvecklades år 2000 av Lola Cars International som ett billigare, mindre och lättare alternativ till den liknande prototypen Lola B2K/10. Den utvecklades egentligen för att tävla i SR2-klassen men modifierades efter hand för tävling i LMP675- och LMP2-klasserna för Le Mans 24-timmars och American Le Mans Series. Designen ersattes 2005 av Lola B05/40 och det sista året som en bil med denna design användes i tävlingssammanhang var 2006.